# الدوري الأردني 1998
الدوري الأردني لعام 1998 كان الموسم الثامن والأربعين للدوري الأردني الممتاز، دوري الدرجة الأولى لأندية كرة القدم الأردنية. تم التخلي عن الموسم قبل الاكتمال، وبالتالي لم يتم الهبوط من فرق. شارك ما مجموعه 10 فرق.